# Olbramice (Moravia-Slesia)
Olbramice  è un comune della Repubblica Ceca, situato nel distretto di Ostrava-město nella Regione di Moravia-Slesia.